# Aeropuerto de Lannion - Côte de Granit
El Aeropuerto de Lannion - Côte de Granit (del francés: Aéroport de Lannion - Côte de Granit), (IATA: LAI, OACI: LFRO) es un aeropuerto situado en la comuna de Servel, 3 km al noreste de Lannion, en el departamento de Côtes-d'Armor de la región de Bretaña, en Francia.

## Aerolíneas y destinos
| Aerolíneas | Destinos   |
| ---------- | ---------- |
| HOP!       | Paris-Orly |